# 中御門経継
中御門 経継（なかのみかど つねつぐ）は、鎌倉時代後期の公卿。藤原北家勧修寺流吉田家、中納言・吉田経俊の子。官位は権大納言。中御門家の祖。

## 生涯
大覚寺統の後宇多天皇側近であり、正安4年（1302年）に院政を行っていた後宇多上皇の推薦で当時の要件とされていた蔵人・弁官を経ずに参議に昇進する。
嘉元3年（1305年）、権中納言となり、評定衆として活動する。持明院統の伏見上皇の院政中は逼塞していたが、後醍醐天皇の践祚に伴って、後宇多上皇が再度院政を始めると、元応元年（1319年）には権大納言・院伝奏となった。
しかし、後醍醐天皇が大覚寺統の嫡流である甥の邦良親王を廃して自分の子に皇位を継承させようとすると、後宇多上皇の意を受けて、邦良親王擁護のために奔走する。だが後宇多上皇、次いで邦良親王が没すると、後醍醐天皇から疎まれていた経継は宮廷から追われて、正中3年（1326年）に出家した。その後の動向は不明である。

## 系譜
- 父：吉田経俊
- 母：光蓮（治部卿局、宮内卿平業光の娘）
- 妻：不詳
- 生母不明の子女
  - 男子：中御門経宣
  - 男子：中御門経季
  - 男子：中御門経兼